# 圣里塔迪米纳斯
圣里塔迪米纳斯是巴西米纳斯吉拉斯州的一个市镇。总面积67.594平方公里，总人口5787人，人口密度85.6人/平方公里。